# КК Куманово
КК Куманово je македонски кошаркашки клуб из Куманова.

## Историја
КК Куманово је првобитно основан 1946. године, али је 2003. угашен услед финансијских проблема, Ипак, 2009. године је обновљен и од тада се такмичи под називом КК Куманово 2009. Најбољи резултат у националном првенству остварио је у сезонама 2001/02, 2014/15. и 2015/16. када је стизао до финала. И у Купу Македоније највиши домет било је финале, а до њега је дошао 2013. године.
Од сезоне 2012/13. учествује у регионалној Балканској лиги. У сезони 2016/17. стигао је до финала овог такмичења.

## Успеси

### Национални
- Првенство Македоније:
  - Вицепрвак (3) : 2002, 2015, 2016.
- Куп Македоније:
  - Финалиста (1) : 2013.

### Међународни
- Балканска лига:
  - Финалиста (1) : 2017.

## Познатији играчи
- Саша Аврамовић
- Немања Врањеш
- Бранислав Ђекић
- Стефан Живановић
- Урош Луковић
- Вукашин Мандић
- Данило Мијатовић
- Игор Михајловски
- Ненад Мишановић
- Жарко Ракочевић

## Познатији тренери
- Игор Михајловски